# 三蝦麵
三虾麵是起源于江苏省苏州的一种麵点，在苏州和上海等地享有盛誉，但時令严格，供应期较短。
三虾面。色泽鲜艳，面条柔韧滑爽，汤浓味鲜。所谓"三虾"，即虾籽、虾脑、虾仁，它们是虾身上最宝贵的东西。苏州曾用"三虾"加豆腐制成三虾豆腐菜。
20世纪20年代初期，上海許多菜馆取用三虾和面条制成"三虾面"作为高级筵席的点心，現在已經有非常多面馆販售，是盛夏面点熱門商品，但因製程相當繁瑣，販售價格算是小吃中相當高昂的。

## 作法
「三虾」指虾仁、虾籽和虾脑。三虾麵用春夏之交时节的鲜活河虾，先剔虾籽，再剥虾仁。剩下的虾壳与虾头熬汤。然后再从虾头里剥出硬结成红色的小块虾脑。麵条下熟过水，连同虾籽与虾脑，一并放入虾汤，用小火煨煮，虾仁浇入麵中，或者过桥。
由于三虾麵的製作过程太过繁琐，熬制虾汤需要大量河虾，费时费力，成本高昂，一向属于高档食品。